# Międzyradziejówki
Międzyradziejówki – trójwierzchołkowy grzbiet w Beskidzie Sądeckim w północno-wschodniej grani Wielkiego Rogacza, pomiędzy Wielkim Rogaczem (1182 m) a Złotułkami (1001 m). Pierwsze dwa zachodnie wierzchołki są niewybitne i mają wysokości 1045 i 1039 m, wschodni, nieznacznie bardziej wybitny – ok. 1041 m. Podawana na mapach wysokość 1035 dotyczy skrzyżowania dróg nieleżącego na żadnym z tych wierzchołków. Południowe stoki opadają do potoku Rogacz, północne bardzo stromo do Małej Roztoki.
Przez Międzyradziejówki biegnie granica między miejscowościami Roztoka Ryterska i Piwniczna-Zdrój w województwie małopolskim, w powiecie nowosądeckim. Są całkowicie porośnięte lasem. Prowadzi przez nie szlak turystyczny oraz nartostrada.

## Piesze szlaki turystyczne
Główny Szlak Beskidzki na odcinku Rytro – Niemcowa – Złotułki – Międzyradziejówki – Radziejowa. Czas przejścia z Rytra na Niemcową – 2:30 h